# Pliogallus
Pliogallus — викопний рід куроподібних птахів родини Фазанові (Phasianidae). Рід існував у пліоцені у Європі. Скам'янілі рештки представників роду знайдені в Україні у катакомбах поблизу Одеси.

## Види
- Pliogallus crassipes, Gaillard, 1939
- Pliogallus kormosi, Gaillard, 1939